# Polenausweisungen

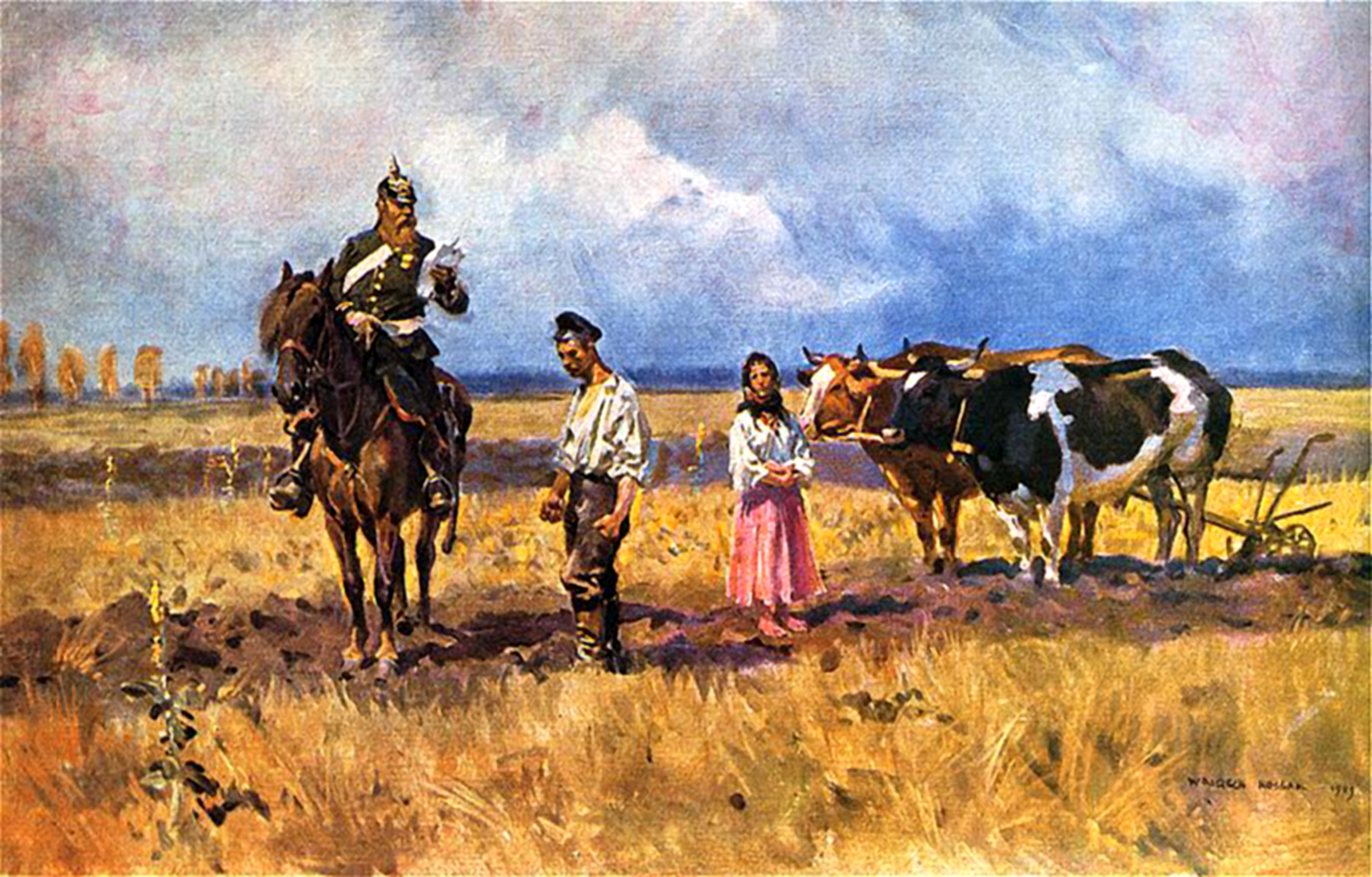
Wojciech Kossak: Rugi pruskie („Polenausweisungen“), 1909

Bei den Polenausweisungen wurden ab 1885 etwa 35.000 Polen (russische und österreichische Staatsangehörige) aus dem Königreich Preußen ausgewiesen, von denen etwa 10.000 polnische und russische Juden waren. Die Politik wurde von Otto von Bismarck initiiert und vom preußischen Innenminister Robert Viktor von Puttkamer umgesetzt. Die vor allem antipolnisch motivierten Ausweisungen wurden von der Opposition scharf kritisiert, was am 16. Januar 1886 zu einer Verurteilung im Reichstag führte.

## Kontext

### Lage der Polen
Durch die dritte Teilung Polens waren etwa drei Millionen Polen Untertanen Preußens und später mittelbar des Deutschen Kaiserreiches geworden. Bei weitgehender Freizügigkeit kamen Einwanderer aus dem Russischen Kaiserreich und aus Österreich-Ungarn hinzu (in der Zeit allgemein als „Überläufer“ bezeichnet), die oftmals schon seit Jahrzehnten in Preußen lebten, mit Deutschen verheiratet waren, ja sogar in der preußischen Armee gedient und an den Kriegen auf Seiten Preußens teilgenommen hatten. Die Gründe für die Einwanderung waren wirtschaftlicher, aber auch politischer Natur, wozu oft der Wunsch kam, dem harten und langen Dienst in der Kaiserlich Russischen Armee auszuweichen. Die Polen deutscher Staatsangehörigkeit genossen grundsätzlich die gleichen Rechte wie die deutschen Staatsbürger. Es gab aber schon frühzeitig, zumeist auf administrativem Wege, Maßnahmen, die auf eine Germanisierung abzielten, wie etwa eine starke Einschränkung von Polnisch als Unterrichtssprache in den östlichen Provinzen.

### Antisemitische Bewegung
In den Jahren 1880/81 wurde die so genannte Antisemitenpetition in großer Auflage zur Sammlung von Unterschriften verbreitet. Zwei der vier Punkte betrafen die Einwanderung von Juden. Zum einen sollte eine amtliche Statistik mit Unterscheidung nach Konfessionen eingeführt werden. Zum anderen sollte die Zuwanderung von Juden unterbunden werden. Die Antisemiten begründeten dabei den letzten Punkt mit einer massenhaften Einwanderung von Juden aus Russland und Österreich-Ungarn. Das entsprach nicht der Realität. Wie der Statistiker Salomon Neumann bereits 1880 in seiner Schrift Die Fabel von der jüdischen Masseneinwanderung nachwies, gab es netto eine Abwanderung von Juden aus Deutschland und die Zuwanderung war marginal. Bei der folgenden Volkszählung wurde tatsächlich die geforderte Aufgliederung nach Konfessionen von der preußischen Regierung eingeführt, wobei die Zuwanderung von Juden dramatisch hervorgehoben wurde. Anstatt den geringen Anteil der Einwanderer an der Gesamtbevölkerung aufzulisten, wurden diese ins Verhältnis zur jüdischen Bevölkerung gesetzt. Dies kritisierte Salomon Neumann in seinem Buch „Zur Statistik der Juden in Preußen von 1816 bis 1880“ und bestätigte seine Ergebnisse aus dem Jahr 1880, dass es weiterhin netto zu einer Abwanderung von Juden aus Deutschland kam.

### Ergebnisse der Reichstagswahl von 1884
Auch die Reichstagswahl 1884 brachte für Otto von Bismarck keine stabile Mehrheit für seine Regierungspolitik. Zwar konnten die ihn unterstützenden Konservativen, Freikonservativen und Nationalliberalen Mandate hinzugewinnen, blieben aber mit zusammen nur 39,7 % der Stimmen im ersten Wahlgang und 39,5 % der Mandate klar in der Minderheit. Auf keinen Rückhalt konnte er auf der Linken bei den Deutsch-Freisinnigen und der mit ihnen verbündeten Deutschen Volkspartei hoffen mit zusammen 19,3 % der Stimmen im ersten Wahlgang und 18,7 % der Mandate, ebenso wenig wie bei den Sozialdemokraten (9,7 % der Stimmen und 6,0 % der Mandate) oder bei den Vertretern der Minderheiten (Dänen, Elsass-Lothringer und Polen mit 6,8 % der Stimmen und 8,0 % der Mandate, etwa die Hälfte davon für die Polen). Interessant für Otto von Bismarck war die Stellung der katholischen Zentrumspartei zu seiner Regierung, die mit den verbündeten Deutsch-Hannoveranern 24,3 % der Stimmen im ersten Wahlgang und 27,0 % der Mandate auf sich vereinigen konnte. Allerdings stand die Zentrumspartei aus religiösen Gründen den Polen und Elsass-Lothringern recht nah.

### Auslaufen des Kulturkampfs
Die Zentrumspartei betrachtete Otto von Bismarck skeptisch, der für die antikatholische Gesetzgebung des Kulturkampfes verantwortlich gewesen war. Für den Kanzler aber war eine Annäherung nicht nur zur Beschaffung einer Mehrheit interessant. Er hätte in dem Fall auch die Möglichkeit gehabt, Zentrum und Nationalliberale gegeneinander auszuspielen, wie er dies schon einmal in den 1870er Jahren getan hatte. Hierzu bot es sich an, das katholische Lager aus Zentrum, Deutsch-Hannoveranern und der polnischen Fraktion entlang nationaler Linien zu spalten und so über eine Polarisierung zwischen „Reichsfreunden“ und „Reichsfeinden“ die Zentrumspartei der Regierung anzunähern. In diesem Sinne erklärte Otto von Bismarck am 3. Dezember 1884 im Reichstag über den Kulturkampf: „Ich bin in den ganzen Kampf nur durch die polnische Seite hineingezogen worden.“ 
Und am 12. April 1886 kritisierte er das Zentrum im Preußischen Landtag: „Ich halte den Papst für deutschfreundlicher als das Zentrum“. Offensiv suchte der Kanzler in dieser Zeit eine Aussöhnung mit dem Papst, den er beispielsweise im Oktober 1886 beim Streit mit Spanien über die Karolineninseln als Schiedsrichter anrief. Papst Leo XIII. erklärte dann im Mai 1887 den „Kulturkampf“ auch für beendet.

## Ablauf

### Vorgeschichte
Ab Oktober 1883 wurde von der preußischen Regierung eine erste Erhebung über polnische „Überläufer“ (Einwanderer) begonnen. Bereits im Jahre 1884 verschärfte sich dann die Politik gegen jüdische Einwanderer. So wurden im Juli 1884 einige hundert russischer Juden aus Berlin ausgewiesen (von Oktober 1883 bis Oktober 1884 insgesamt 677 Personen).
Im September 1884 wurde der Zuzug von Rabbinern und Synagogenbeamten vom preußischen Innenminister Robert Viktor von Puttkamer beschränkt:

„Zunächst wurde durch Circular-Reskript vom 30. Sept. 1884 (M. Bl. S. 236) bestimmt, daß die Genehmigung zur Annahme ausländischer Juden als Rabbiner und Synagogenbeamte von den Bezirksregierungen nicht ohne vorherige Einholung der Zustimmung des Ministers des Innern ertheilt werde, während bis dahin durch Cirk.-Erl. vom 30. Jan. 1851 die Regierungen ermächtigt waren, diese Genehmigung an der Stelle des Ministers ohne weiteres zu ertheilen. Zugleich wurde in dem Reskript vom 30. Sept. 1884 ausgesprochen, daß im Allgemeinen die Annahme der gedachten Personen als Kultusbeamte nicht wünschenswerth sei, und daß, falls doch eine derartige Annahme genehmigt wird, der angenommene Rabbiner oder Synagogenbeamte, wenn er sich lästig macht, gleich anderen Ausländern auszuweisen sei.“

Als Nächstes wurde dann gegen geltendes Recht die Einbürgerung (Naturalisation) jüdischer Einwanderer unterbunden:

„Einige Zeit später wurden vom Minister des Innern die Regierungen angewiesen, bei Naturalisationsgesuchen jüdischer Ausländer vor der Ertheilung der Naturalisation seine Genehmigung einzuholen. … Ferner sprach der Minister das Prinzip aus, daß jüdischen Einwanderern aus Russisch-Polen und aus Galizien die Naturalisation in Preußen grundsätzlich zu versagen sei. Mit dieser Versagung werde es sehr genau genommen; der Minister lehnte ausnahmslos in jedem ihm von den Bezirksregierungen eingereichten Fall die Aufnahme in den Preußischen Staatsverband ab.“

Publizistisch sekundierte im Januar 1885 der Philosoph Eduard von Hartmann mit dem Aufsatz „Der Rückgang des Deutschtums“ in der „Gegenwart“, in dem er für die Ausweisung von Polen und eine Germanisierung der östlichen Provinzen plädierte. Von polnischer Seite wurde dabei besonders der Begriff „Ausrotten“ gerügt, der im Folgenden auch in polnischsprachigen Publikationen im deutschen Original verwendet wurde. Am 24. Januar 1885 wandte sich der polnische Abgeordnete Florian von Stablewski gegen die „gottlosen Theorien“ Eduard von Hartmanns. Am 28. Februar und 17. März 1885 wurden im Preußischen Landtag die Schulverhältnisse in Westpreußen debattiert, wo angeblich durch die Mitbeschulung von „Überläuferkindern“ unhaltbare Zustände entstanden seien. Am 20. März 1885 schloss Deutschland einen Auslieferungsvertrag mit Russland ab.

### Beginn der Ausweisungen
Die Ausweisungen begannen am 26. März 1885 mit dem ersten Ausweisungserlass durch Robert Viktor von Puttkamer. Die Maßnahme wurde am folgenden Tag in der offiziösen Norddeutschen Allgemeinen Zeitung publik gemacht. Bereits am 6. Mai 1885 kam es zu einer großen Anfrage durch den Abgeordneten Borowski im Preußischen Landtag. Vom 27. Juni bis 2. Juli 1885 kamen die Oberpräsidialbehörden in Königsberg, Danzig, Posen und Breslau zu Beratungen über die Ausweisungen zusammen, um ihre Vorgehensweise abzustimmen. Im Verlauf des Julis bildeten sich dann von polnischer Seite Hilfsausschüsse für die Ausgewiesenen in Krakau, Posen und Lemberg.
Robert Viktor von Puttkamer erließ am 26. Juli 1885 einen zweiten Ausweisungserlass, ab dem dann die Ausweisungen im zweiten Halbjahr 1885 ihren Höhepunkt erreichten. Insgesamt wurden etwa 35.000 Personen des Landes verwiesen, davon etwa 10.000 Juden. Zuerst konzentrierte man sich auf Zuwanderer aus Russland. Die russischen Behörden bestritten aber wegen oft fehlender Papiere die russische Staatsangehörigkeit, sodass die Ausgewiesenen teilweise für längere Zeit im Grenzgebiet festsaßen. Schrittweise wurden die Maßnahmen auch auf Staatsangehörige Österreich-Ungarns ausgedehnt. Staatsangehörige anderer Staaten waren nur in Ausnahmefällen betroffen.
Die Ausweisungen erregten Empörung im In- und Ausland: Am 17. Oktober 1885 kam es zur großen Anfrage Grocholskis im österreichischen Abgeordnetenhaus und am 10. November 1885 zur großen Anfrage Hausner und Czerkawski im österreichischen Reichsrat. Auch im bayrischen Landtag wurde das Thema am 12. November 1885 kurz erörtert. Da die Maßnahmen von der preußischen Regierung erlassen und ausgeführt wurden, betrafen sie nur Preußen. Einwanderer in andere deutsche Bundesstaaten waren zunächst nicht betroffen, bis die preußische Regierung hier Druck ausübte.

### Reichstagsresolution vom 16. Januar 1886
Am 1. Dezember 1885 kam die Interpellation des polnischen Abgeordneten Jazdzewski im Reichstag zur Verhandlung. Otto von Bismarck suchte eine Debatte mit einer von ihm verfassten „Kaiserlichen Botschaft“ zu unterbinden und bestritt die Zuständigkeit des Reichstags, weil es sich um die Zuständigkeit eines Einzelstaates handele. Davon überrumpelt, trat der Führer der Zentrumspartei Ludwig Windthorst für eine Vertagung der Debatte ein. Ihm widersprach ohne Erfolg der Führer der Deutsch-Freisinnigen, Eugen Richter:

„Ich möchte es doch für richtiger halten, wenn man die Aeußerungen, die Verlesung, die hier stattgefunden hat, heute nicht ohne Beleuchtung ins Land hinausgehen ließe. Es wird ja nachher unbenommen sein, in irgend einem Stadium der Debatte die weitere Fortsetzung derselben auf morgen oder einen anderen Tag zu vertagen. Ich möchte mich daher dafür aussprechen, daß wir in die ordnungsmäßige Verhandlung über die Interpellation sogleich eintreten. (Sehr richtig! links.)“

Am selben Tag brach dann allerdings der Konflikt bei einem anderen Gegenstand der Tagesordnung wieder auf, bei dem sich Vertreter der Parteien über die Frage auseinandersetzten, ob der Reichstag in der Frage der Ausweisungen zuständig sei.
Nachdem Kaiser Wilhelm I. am 14. Januar 1886 in seiner Thronrede im Preußischen Landtag Maßnahmen „zum Schutz des Deutschtums“ in den Ostprovinzen angekündigt hatte, kam es am 15. und 16. Januar 1886 dann zu der vertagten Debatte. Neben den Polen brachten das Zentrum, die Deutsch-Freisinnigen und die Sozialdemokraten eigene Resolutionen ein, in denen die Ausweisungen missbilligt wurden. Bei der Abstimmung konnte sich die gemäßigte Resolution des Zentrums mit Zustimmung der Polen, Deutsch-Freisinnigen, der Deutschen Volkspartei und der Sozialdemokraten durchsetzen. Von Seiten der Regierung und der offiziösen Presse wurde dies als Sieg der „Reichsfeinde“ kritisiert.
Am 23. Januar 1886 lehnte der Bundesrat eine Beratung des Reichstagsbeschlusses ab. In der folgenden Woche ergriff dann Otto von Bismarck im Preußischen Landtag das Wort und rechtfertigte die Ausweisungen. Am 30. Januar 1886 wurde mit den Stimmen der Konservativen und Nationalliberalen der Antrag Achenbach im Preußischen Landtag zur Förderung des Deutschtums in Posen und Westpreußen angenommen und die Reichstagsresolution vom 16. Januar 1886 missbilligt. Am 9. Februar 1886 folgte eine weitere Debatte über die Ausweisungen im Preußischen Landtag.

## Auswirkungen
Im In- und Ausland kam es zu Verstimmungen wegen der Ausweisungen. Auch wenn Russland um die Zeit selbst seine Russifizierungspolitik gegenüber den Polen verschärfte und sich wenig um die Ausgewiesenen kümmerte, kam es in der Presse zu antideutschen Äußerungen und auch zu Schikanen gegen die in Russland lebenden Deutschen. In Österreich-Ungarn waren die Proteste stärker. Die Regierung sah sich veranlasst, für ihre ausgewiesenen Bürger in Preußen einzutreten, wollte dabei allerdings keine Gefährdung der guten Beziehungen riskieren. Für die Polen läuteten die Ausweisungen weitere Maßnahmen ein, die auf eine Germanisierung der östlichen Provinzen Preußens gerichtet waren, wie etwa das im April 1886 erlassene „Ansiedlungsgesetz“, bei dem ein systematisches Aufkaufen polnischer Güter angestrebt wurde, oder im selben Monat ein Verbot polnischer Studentenvereine an deutschen Universitäten.